# Arthur Dake
Arthur Dake est un joueur d'échecs américain né le 8 avril 1910 à Portland et mort le 24 avril 2000 à Reno (Nevada). Dake participa à trois olympiades d'échecs avec les États-Unis et remporta trois médailles d'or par équipe (en 1931, 1933 et 1935), une médaille d'argent individuelle en 1933 et une médaille d'or individuelle (en 1935).

## Biographie et carrière aux échecs

### Années 1930
Arthur Dake, né Artur Darkowski, était le fils d'un juif polonais et d'une Norvégienne. Il déménagea de Portland (Oregon) à New York en 1930.
En 1930-1931, Dake remporta le championnat du Marshall Chess Club à New York et se qualifia pour le tournoi international de New York 1931 (il finit dans les dernières places). En juillet 1931, il disputa l'olympiade d'échecs de 1931 à Prague au troisième échiquier américain
En août 1931, Dake termina premier du tournoi d'Anvers en, ex æquo avec Akiba Rubinstein et Frederick Yates, devant William Winter et Vera Menchik, puis troisième du championnat de l'État de New York, après Fred Reinfeld et Reuben Fine.
En août 1932, Dake finit troisième, ex æquo avec Samuel Reshevsky et Herman Steiner, du championnat de Californie, remporté par Alexandre Alekhine devant Isaac Kashdan. Lors du tournoi de Pasadena il battit le champion du monde d'échecs Alexandre Alekhine. En 1933, il finit à la troisième place du championnat open des États-Unis à Détroit (victoire de Fine devant Reshevsky) et à la deuxième place (derrière Fine) du tournoi de sélection pour l'olympiade d'échecs de 1933. Lors de l'olympiade de 1933 à Folkestone, il réalisa la meilleure performance de l'équipe américaine en marquant 10 points sur 13 (76,9 % des points) au quatrième échiquier. En 1933-1934, il finit deuxième du championnat du club d'échecs de Manhattan (le Manhattan Chess Club) à New York. En 1934, il termina à nouveau troisième du championnat open américain à Chicago (après Fine  et Reshevsky), puis troisième du championnat de l'État de New York à Syracuse (victoire de Reshevsky devant Kashdan).
En 1934-1935, Dake gagna le tournoi international de Mexico, ex æquo avec Fine et Herman Steiner. 
Lors de l'olympiade d'échecs de 1935 à Varsovie, il marqua 15,5 points sur 18 (+13 =5), réalisant la meilleure performance de l'olympiade (86,1 % des points) et remportant la médaille d'or individuelle au quatrième échiquier. Il disputa tous les matchs des États-Unis sauf celui contre la Pologne, son pays natal.
En 1935, il termina deuxième du championnat open américain à Milwaukee (victoire de Fine) et battit Steiner en match à Los Angeles. En 1936, il finit deuxième du championnat open américain à Philadelphie (victoire de Al Horowitz). Il ne participa pas au premier tournoi championnat des États-Unis, en 1936, mais termina sixième ex æquo du deuxième championnat américain en 1938 à New York (victoire de Reshevsky).

### Fin de carrière
Dake arrêta sa carrière de joueur professionnel après le championnat américain de 1938 pour soutenir sa famille et revint travailler à Portland en Oregon. Après la Seconde Guerre mondiale, il ne participa plus qu'à de rares compétitions. Il disputa :
- le match URSS - États-Unis à Moscou en 1946 (deux parties nulles avec Andor Lilienthal) ;
- le match radio contre la Yougoslavie en 1952 (0,5-1,5 contre Puc) ;
- le match États-Unis - URSS à New York en 1954 (défaite contre David Bronstein).

Il finit :
- quatrième ex æquo avec 5 points sur 9 du tournoi de Hollywood en 1952 (victoire de Gligoric)[5] ;
- treizième ex æquo avec 8,5 points sur 13 du championnat open des États-Unis en 1953 (victoire de Donald Byrne).
- onzième ex æquo avec 8 points sur 12 du championnat open des États-Unis en 1955 (victoire de Rossolimo et Reshevsky).

Dake reçut le titre de maître international en 1954 et  celui de grand maître international honoraire en 1986. En 1987, à 77 ans, il marqua 8 points sur 12 lors du championnat open d'échecs des États-Unis.